# المجلس البحري الأوروبي
المجلس البحري الأوروبي هو شبكة عبر أوروبا من المنظمات الوطنية المعنية بالبحوث البحرية والتي إما منظمات تمويل البحوث أو المنظمات التي تجري البحوث أو الاتحادات الوطنية لمعاهد المستوى الثالث. المجلس البحري الأوروبي هو مؤسسة التفكير الأوروبية الرائدة في سياسة العلوم البحرية.
يوفر المجلس منبرًا للمنظمات الأعضاء فيه لوضع أولويات مشتركة ، ولتعزيز البحوث البحرية ، ولسد الفجوة بين العلم والسياسة لمواجهة تحديات وفرص علوم البحار في المستقبل. تأسس في عام 1995 ، وهي شراكة تسهل التعاون المعزز بين المنظمات الأوروبية المشاركة في العلوم البحرية من أجل تطوير رؤية مشتركة حول أولويات واستراتيجيات البحث في العلوم البحرية في أوروبا. كما أنه يسهل التعاون المعزز بين أصحاب المصلحة المشاركين في دعم وتقديم واستخدام البحوث والتكنولوجيا البحرية.
تأسس المجلس البحري الأوروبي في عام 1995 كمجلس خبراء لمؤسسة العلوم الأوروبية (ESF). في عام 2016 ، أنشأ المجلس البحري الأوروبي منظمته القانونية الخاصة كمنظمة دولية غير ربحية بموجب القانون البلجيكي. وقع ثمانية أعضاء مؤسسين على العقد بحضور كاتب العدل في اجتماع تأسيسي مخصص في بروكسل في 20 يناير. أصبح المجلس البحري الأوروبي مستقلة تمامًا عن مؤسسة العلوم الأوروبية اعتبارًا من 1 يناير 2017. يقع مقر الأمانة العامة للمجلس البحري الأوروبي في إنوف أوشن في ميناء أوستند ببلجيكا ، مع توفير أماكن عمل ودعم من الحكومة الفلمنكية ، من خلال معهد فلاندرز البحري.

## أهداف وطرق العملية

### بيان المهمة
يوفر المجلس البحري منصة لعموم أوروبا للمنظمات الأعضاء فيه لتطوير أولويات مشتركة ، ولتعزيز البحوث البحرية ، ولسد الفجوة بين العلم والسياسة من أجل مواجهة تحديات وفرص علوم البحار في المستقبل.

### هدف
يعمل المجلس البحري الأوروبي على تسهيل التعاون المعزز بين منظمات العلوم البحرية الأوروبية (منظمات الأبحاث التي تقوم بإجراء البحوث وتمويل الأبحاث) من أجل تطوير رؤية مشتركة حول أولويات البحث واستراتيجيات العلوم البحرية في أوروبا. يوفر المجلس البحري الأوروبي المكونات الأساسية لنقل المعرفة من المجتمع العلمي إلى صناع القرار ، وتعزيز ريادة أوروبا في مجال البحوث والتكنولوجيا البحرية. باعتماد دور استراتيجي ، يخدم المجلس البحري الأوروبي المنظمات الأعضاء فيه من خلال توفير منتدى يتم من خلاله تطوير المشورة بشأن سياسة البحوث البحرية للوكالات الوطنية والمفوضية الأوروبية ، بهدف تعزيز إنشاء منطقة البحث الأوروبية للبحوث البحرية.

### الأنشطة والأدوات
- إصدار منشورات استراتيجية عن قضايا العلوم البحرية:
  - أوراق الموقف
  - ملخصات السياسة
  - ملخصات علوم المستقبل
  - وثائق الرؤية
  - التعليقات العلمية
  - تصريحات وردود الاستشارات
- تنظيم المؤتمرات والمناسبات والاجتماعات وحلقات العمل المتعلقة بعلوم البحار ، بما في ذلك:
  - المنتدى المفتوح بينالي المجلس البحري
  - مؤتمرات أوروبية (www.euroceanconferences.eu)
  - غداء حقيبة بنية اللون
  - الأحداث في البرلمان الأوروبي
  - التفاعل المباشر مع صانعي السياسات
- استضافة الأفرقة المواضيعية:
  - لوحة اتصالات المجلس البحري
  - لوحة اتحاد الجامعات
- المشاركة في مشاريع الاتحاد الأوروبي الاستراتيجية (التي يدعمها عادة البرنامج الإطاري للاتحاد الأوروبي)
  - شبكات منطقة الأبحاث الأوروبية (ERA-NETs)
  - إجراءات التنسيق والدعم (CSA)
  - مناقصات الصندوق الأوروبي البحري ومصايد الأسماك (EMFF)
- استمرار المعلومات والمشورة للأعضاء بشأن التطورات في العلوم البحرية الأوروبية وسياسات العلوم.
- المشاركة في اللجان الاستشارية لأصحاب المصلحة الخارجيين.

## العضوية
هناك ثلاثة أنواع من المنظمات مؤهلة لعضوية المجلس البحري:
- منظمات أداء البحوث الوطنية (مثل المعاهد الوطنية البحرية أو الأوقيانوغرافية الرئيسية) ؛
- منظمات تمويل البحوث الوطنية (مثل مجالس البحوث الوطنية والوزارات التي تمول البحوث البحرية) ؛
- اتحادات معاهد المستوى الثالث الوطنية (تم فتح العضوية لهذه الفئة في عام 2010 على أساس المعايير المتفق عليها المدرجة في المبادئ التوجيهية للمجلس البحري).

العضوية مفتوحة للمنظمات المؤهلة من الدول التي هي جزء من مجلس أوروبا. تقتصر العضوية على أربع منظمات كحد أقصى لكل دولة.